# Spermezeu, Bistrița-Năsăud
Spermezeu este satul de reședință al comunei cu același nume din județul Bistrița-Năsăud, Transilvania, România. La recensământul din 2002 avea o populație de 1488 locuitori. Biserica greco-catolică din localitate a fost construită în 1712 și este monument istoric.
Spermezeu se află la poalele Munților Țibleș, în nord-vestul județului Bistrița-Năsăud.